# Corea del Sud ai Giochi della XVI Olimpiade
La Corea del Sud ha partecipato ai Giochi della XVI Olimpiade che si sono svolti a Melbourne dal 22 novembre all'8 dicembre 1956
con una delegazione di 35 atleti impegnati in 7 discipline,
aggiudicandosi 1 medaglia d'argento e 1 medaglia di bronzo.

## Medagliere

### Per discipline
| Sport             | Oro | Argento | Bronzo | Totale |
| ----------------- | --- | ------- | ------ | ------ |
| Pugilato          | 0   | 1       | 0      | 1      |
| Sollevamento pesi | 0   | 0       | 1      | 1      |
| Totale            | 0   | 1       | 1      | 2      |

### Medaglie
| Medaglia | Atleta         | Sport             | Evento       |
| -------- | -------------- | ----------------- | ------------ |
| Argento  | Song Sun-Cheon | Pugilato          | Pesi gallo   |
| Bronzo   | Kim Chang-Hui  | Sollevamento pesi | Pesi leggeri |

## Risultati

### Pallacanestro
| Atleta | Classifica |
| --- | ---------- |
| V · D · M Nazionale sudcoreana - Pallacanestro ai Giochi della XVI Olimpiade 3 An B. · 4 Kim Yeong-su · 5 Jo · 6 Kim Yeong-gi · 7 Go · 8 Baek · 9 Kim H. · 10 Choe · 11 An Y. · 12 Kim C. · All. Kim Jeong-sin | 14°        |
| Nazionale sudcoreana - Pallacanestro ai Giochi della XVI Olimpiade |            |
| 3 An B. · 4 Kim Yeong-su · 5 Jo · 6 Kim Yeong-gi · 7 Go · 8 Baek · 9 Kim H. · 10 Choe · 11 An Y. · 12 Kim C. · All. Kim Jeong-sin                                                                              |            |